# Etiuda op. 10 nr 5 (Chopin)

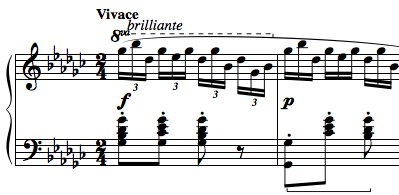
Początek Etiudy

Etiuda Ges-dur op. 10.5 (Na czarnych klawiszach) – piąta z „Etiud” Fryderyka Chopina. Została skomponowana na fortepian w 1830. Zadedykowana Lisztowi (à son ami Franz Liszt), jak całe opus 10.